# Fayal-brezal
Fayal-brezal (Myrico fayae-Ericion arboreae) is een verbond van plantengemeenschappen dat wordt gekenmerkt door groenblijvende struiken en bomen. Het is endemisch op de Canarische Eilanden. Zowel de Spaanse als de wetenschappelijke naam van dit verbond heeft betrekking op de twee kensoorten, de 'faya' (Myrica faya) en de boomheide of 'brezo' (Erica arborea).

## Naamgeving en etymologie
Synoniemen: Myrico fayae-Ericion arboreae 

 Engels: Canary Island fayal-brezal

 Spaans: Fayal-brezal
De naam Myrico fayae-Ericion arboreae is afgeleid van de wetenschappelijke namen van twee kensoorten, Myrica faya en de boomheide (Erica arborea).

## Kenmerken

### Algemeen
Fayal-brezal-vegetaties komen in de regel enkel voor aan de bovenste rand van het subtropische laurierbos of laurisilva, op de toppen en bergkammen, waar het te droog en/of te koud is voor het laurierbos. Ze vormen vaak de overgang naar het drogere Canarische dennenbos.
Ook groeien ze op plaatsen waar het laurierbos gekapt of overgeëxploiteerd is, en vormen dan een overgangssituatie die langzaam terug kan evolueren naar de climaxvegetatie.
De vegetatie kent geen echte boomlaag, maar een hoog opschietende en zeer dichte struiklaag van langzaam groeiende pioniersplanten, met een beperkte kruidlaag en een moslaag die vaak uit epifyten bestaat.

## Onderliggende syntaxa
Het verbond heeft als vertegenwoordigers in Europa:
- Associatie: Myrico fayae-Ericetum arboreae Oberd. 1965
- Associatie: Globulario salicinae-Ericetum arboreae Capelo, J.C. Costa, Lousã, Fontinha, Jardim, Sequeira & Rivas-Martínez 2000

## Soortensamenstelling

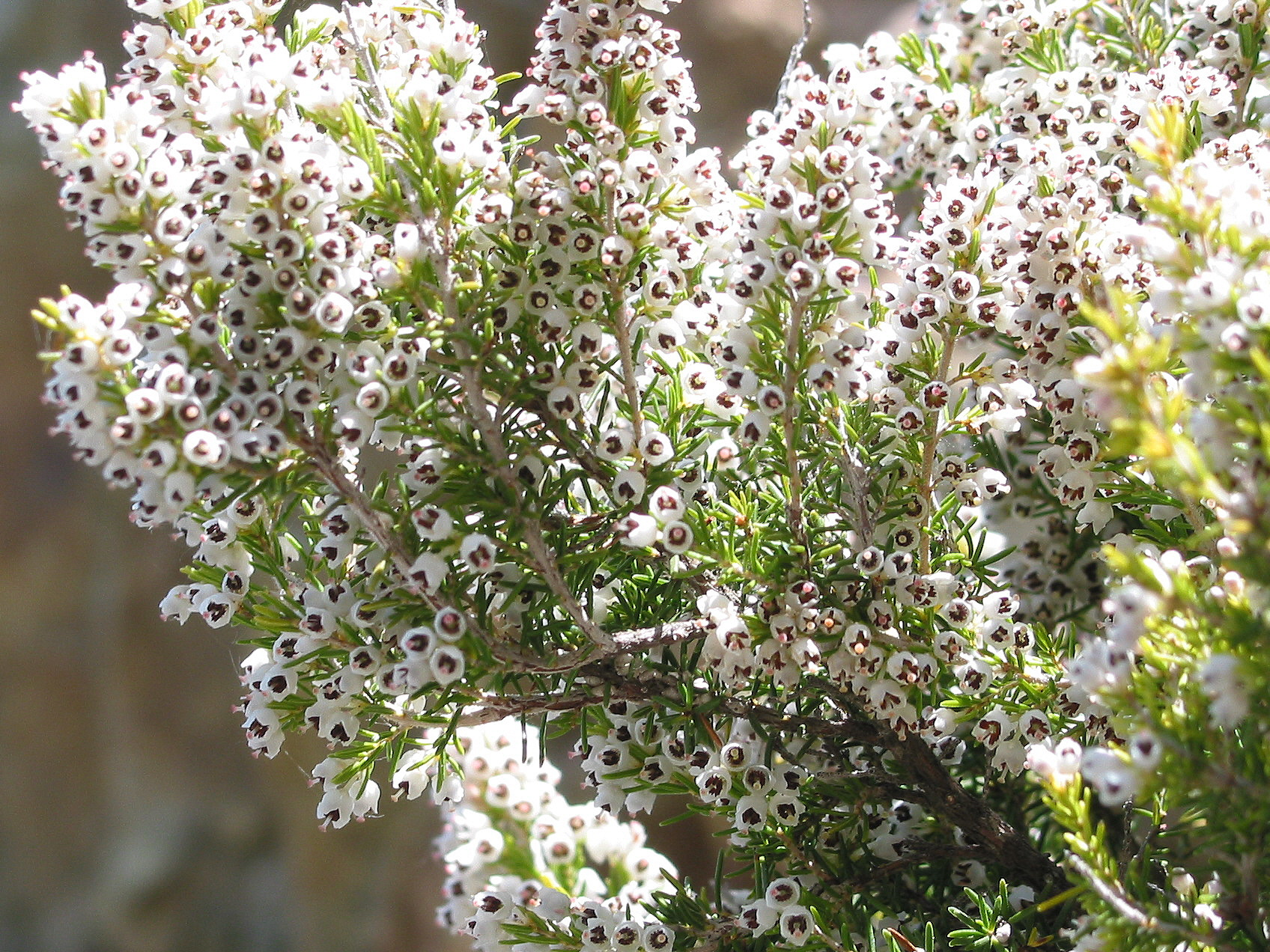
Boomhei (Erica arborea)

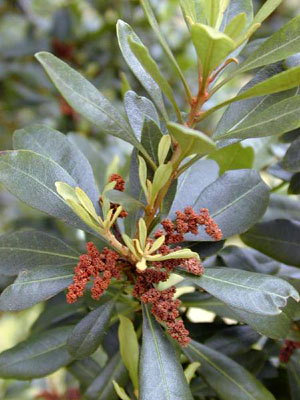
Myrica faya

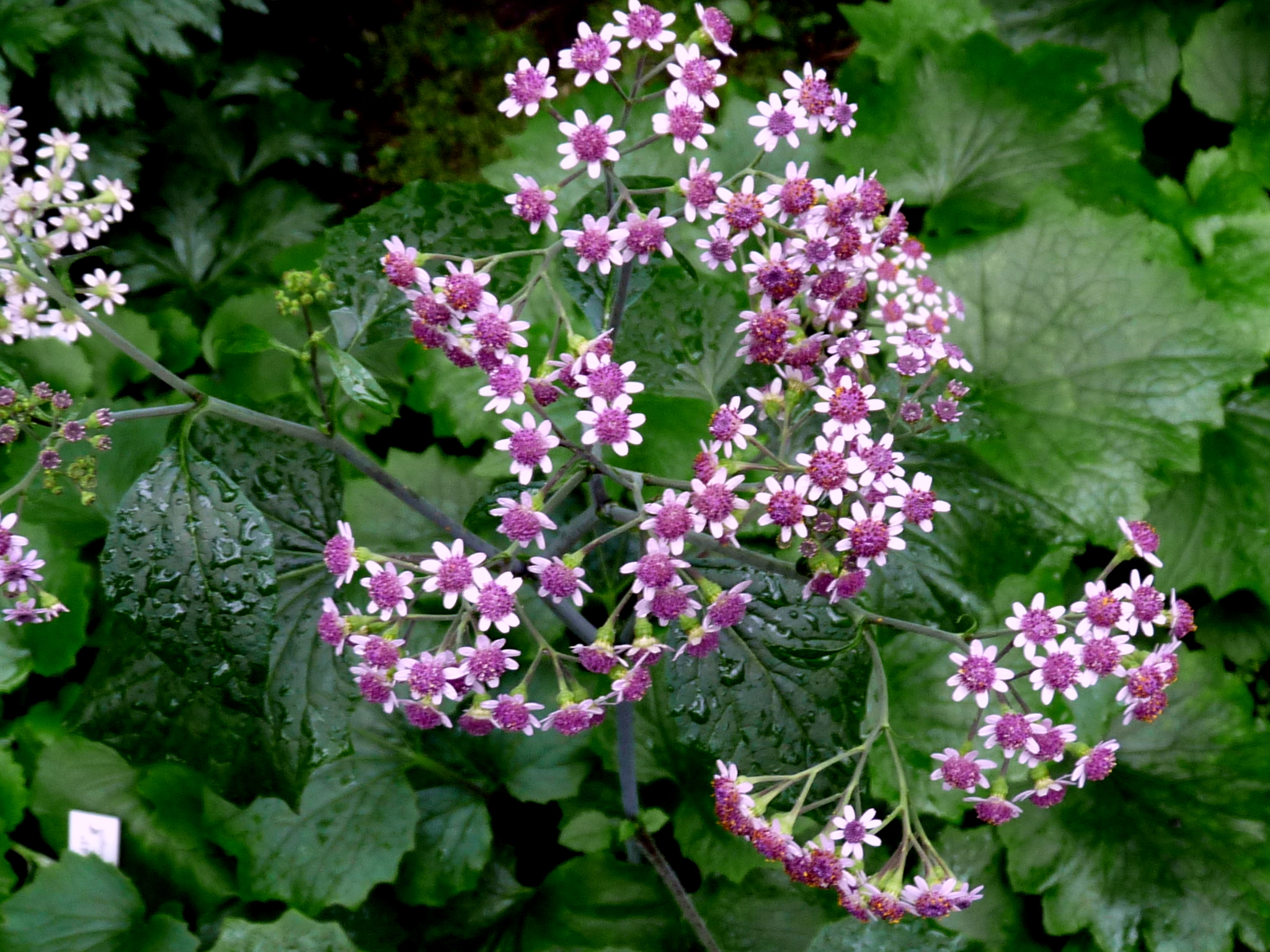
Pericallis papyracea

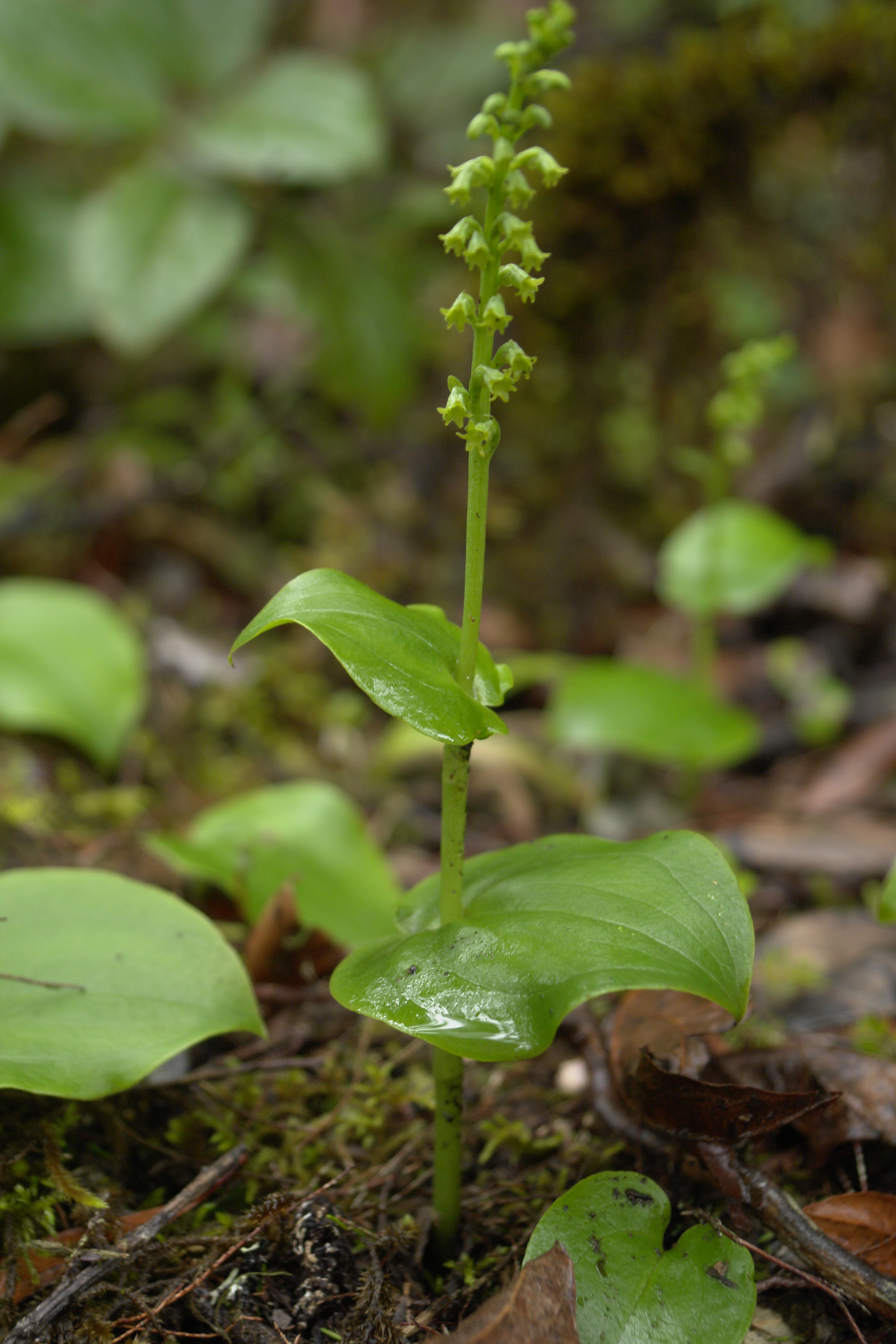
Gennaria diphylla

De uitgebreide struiklaag bestaat onder andere uit Erica arborea, Myrica faya, Ilex canariensis, Rhamnus glandulosa, Viburnum tinus, Bystropogon canariensis en Gesnouinia arborea.
In de karige kruidlaag vinden we onder andere Urtica morifolia, Teline canariensis, Sonchus abbreviatus, Hypericum glandulosum, Cedronella canariensis, Isoplexis canariensis, Gennaria diphylla en verschillende soorten van het geslacht Pericallis, waaronder verschillende voor de eilanden endemische soorten.

## Verspreiding
Dit habitattype komt enkel voor op de Canarische Eilanden Tenerife, La Palma, La Gomera, Gran Canaria and El Hierro.